# Артемий (Снигур)
Митрополит Артемий (в миру Александр Николаевич Снигур; 5 сентября 1962, Днепродзержинск) — архиерей Русской православной церкви, митрополит Хабаровский и Приамурский.

## Биография
В 1984 году окончил Санкт-Петербургский военно-транспортный университет и направлен в Алма-Ату.
В 1992 году уволен в запас в звании капитана по сокращению штатов.
В 1992—1995 годах трудился на строительстве храма в честь Рождества Христова города Алма-Аты.
В 1995 году стал послушником Николо-Шартомского мужского монастыря села Введенье Шуйского района Ивановской области.
17 декабря 1995 года в Преображенском кафедральном соборе архиепископом Ивановским и Кинешемским Амвросием (Щуровым) был рукоположён во диакона.
11 февраля 1996 года в Благовещенском храме города Кинешмы архиепископом Амвросием был рукоположён во иерея.
31 марта 1996 года в Казанском храме Николо-Шартомского мужского монастыря села Введенье Шуйского района Ивановской области архиепископом Амвросием пострижен в монашество с наречением имени Артемий в честь праведного Артемия Веркольского.
4 ноября 1996 года по просьбе епископа Сергия (Соколова) вместе с иеромонахом Серафимом (Остроумовым)  командирован в Новосибирскую епархию для активизации миссионерского служения и укрепления монашества в Сибири.
20 марта 1997 года назначен инспектором по храмовому строительству Новосибирской епархии.
17 июля 1997 года решением Священного Синода утверждён наместником новообразованного Михаило-Архангельского мужского монастыря в селе Малоирменка Ордынского района Новосибирской области.
В 1998 году монастырь переведён в село Козиха Ордынского района Новосибирской области.
19 февраля 2004 года назначен председателем архитектурного отдела Новосибирской епархии.
В 2004 году заочно окончил Московскую духовную семинарию. В 2008 году заочно окончил Московскую духовную академию.
Нёс послушания помощника управляющего епархией по общим вопросам; руководителя епархиального отдела по архитектуре, строительству и земельным вопросам; наместника мужского монастыря во имя Архистратига Михаила села Козиха Ордынского района Новосибирской области.
В феврале 2009 года от монашествующих епархии принимал участие в работе Поместного собора Русской православной церкви.
В 2010 году Распоряжением Архиепископа Новосибирского и Бердского Тихона назначен заместителем Председателем Епархиального Суда.

### Архиерейство
22 марта 2011 года решением Священного синода был избран епископом Петропавловским и Камчатским. 3 апреля в храме Христа Спасителя патриархом Московским и всея Руси Кириллом возведён в сан архимандрита. 8 апреля в Богоявленском кафедральном соборе в Елохове совершён чин наречения архимандрита Артемия (Снигура) во епископа Петропавловского и Камчатского. 10 апреля в кафедральном соборном храме Христа Спасителя состоялась его хиротония во епископа Петропавловского и Камчатского, которую совершили патриарх Московский и всея Руси Кирилл, митрополит Крутицкий и Коломенский Ювеналий, митрополит Саранский и Мордовский Варсонофий, архиепископ Клинский Лонгин (Талыпин), архиепископ Истринский Арсений (Епифанов), архиепископ Новосибирский и Бердский Тихон (Емельянов), архиепископ Верейский Евгений (Решетников), архиепископ Хабаровский и Приамурский Игнатий (Пологрудов), архиепископ Егорьевский Марк (Головков), епископ Зарайский Меркурий (Иванов), епископ Дмитровский Александр (Агриков), епископ Солнечногорский Сергий (Чашин), епископ Карагандинский и Шахтинский Севастиан (Осокин).
Как отмечалось в издании «Религиозно-общественная жизнь российских регионов» Кестонского института: «Владыка Артемий — монах и строитель, человек закрытый и избегающий публичности. Присутствие церкви в светском обществе при нём снизилось, однако организатором церковной жизни он оказался неплохим. При нём получили развитие социальная работа с неимущими, работа с детьми и молодёжью, ускорилось строительство церквей по всей Камчатке. Вместе с Артемием на Камчатку прибыли 10 монахов: Артемий настоящий монах и усердно работает над созданием монастырей».
1 февраля 2016 года в кафедральном соборном храме Христа Спасителя в Москве патриархом Кириллом возведён в сан архиепископа.
28 декабря 2018 года Священный синод переместил архиепископа Артемия на Хабаровскую кафедру («Преосвященным Хабаровским и Приамурским, главой Приамурской митрополии»), в связи с чем 3 января 2019 года в Успенском соборе Московского Кремля возведён в сан митрополитa.
26 февраля 2019 года Священный синод назначил митрополита Артемия исполняющим обязанности ректора Хабаровской духовной семинарии.

## Взгляды
В 2022 году выступил с поддержкой вторжения России на Украину, заявив, что российское нападение ― это «война сатанизма против правды Божией». В июле 2022 года, как «поддержавший агрессию России против Украины», был внесён ФБК в список разжигателей войны, состоящий из лиц, которые «используют свои религиозные организации для пропаганды агрессии и массового убийства», с предложением введения против него международных санкций. Национальное агентство по предотвращению коррупции Украины выступило с инициативой о введении против Снигура международных санкций, так как он «пропагандирует агрессивную войну против Украины через религиозные структуры и вмешательство во внутрицерковные дела Украины».

## Награды
- Орден преподобного Сергия Радонежского II степени (5 сентября 2012) — во внимание к заслугам и в связи с 50-летием со дня рождения[19]
- Орден преподобного Серафима Саровского II степени (5 сентября 2022) — во внимание к служению и в связи с 60-летием со дня рождения[20]